# 日本語訳仏典
日本語訳仏典（にほんごやくぶってん）では、日本語に翻訳された仏教の聖典（仏典）について述べる。

## 歴史
古典的な訓読・書き下しを経て、漢訳仏典の日本語訳が本格的に始まったのは近代以降である。そしてそれは、近代仏教学の発展、および大正新脩大蔵経の編纂活動と連動しつつ、それを底本としながら進んだ。
また、近代は上座部仏教のパーリ仏典が輸入された時期でもあるので、伝統的な大乗漢訳仏典の日本語訳と同時に、パーリ語の仏典の日本語訳も進むことになった。

## パーリ仏典系

### 全訳
- 『南伝大蔵経』 高楠順次郎ほか、大蔵出版 1935年-1941年
  - 「律蔵」（5巻5冊）
  - 「経蔵」（39巻42冊）
  - 「論蔵」（14巻15冊）
  - 「蔵外」（7巻8冊）

### 叢書

#### 中村元
中村元（監修）による叢書翻訳書。
- 『原始仏典』 全7巻、春秋社 2003年-2005年
  - 「長部経典」全3巻
  - 「中部経典」全4巻
- 『原始仏典II』 全6巻、春秋社 2011年-2014年
  - 「相応部経典」
- 『原始仏典III』 全8巻、春秋社 2016年-2020年
  - 「増支部経典」
- 『原始仏典IV』 全16巻、春秋社 2023年-
  - 「小部経典」（「ジャータカ」まで）
- 『原典訳 原始仏典（上下）』 筑摩書房（ちくま学芸文庫） 2017年
  - 『大般涅槃経』『ジャータカ』『テーラガーター』『テーリーガーター』等の抄訳。

#### 片山一良
片山一良による叢書翻訳書。
- 『パーリ仏典』 大蔵出版 1997年-（刊行中）
  - 「長部（ディーガニカーヤ）」全6巻
  - 「中部（マッジマニカーヤ）」全6巻
  - 「相応部（サンユッタニカーヤ）」全10巻～

#### 正田大観
正田大観による叢書翻訳書。
- 『相応部経典 有偈篇〜』 既刊1巻、Evolving、2016年
- 『小部経典』 全10巻、Evolving、2015年
  - 『ブッダのまなざし（上下）』 全2巻、Evolving、2016年
  - 『ブッダのことば（上下）』 全2巻、Evolving、2015年
（共に『スッタニパータ』第4章・第5章）
- 『清浄道論』 全3巻、Evolving、2016年

#### その他
- 『阿含経典』 増谷文雄、新版：ちくま学芸文庫（全3巻） 2012年

### 単巻

#### 中村元
中村元による単巻の訳書。
- 『ブッダ最後の旅―大パリニッバーナ経』 岩波文庫 1980年
- 『ブッダ神々との対話―サンユッタ・ニカーヤ1』 岩波文庫 1986年
- 『ブッダ悪魔との対話――サンユッタ・ニカーヤ2』 岩波文庫 1986年
- 『ブッダの真理のことば・感興のことば』 岩波文庫 1978年
- 『ブッダのことば―スッタニパータ』 岩波文庫 1958年
- 『仏弟子の告白―テーラガーター』 岩波文庫 1982年
- 『尼僧の告白―テーリーガーター』 岩波文庫 1982年
- 『ジャータカ全集』 全10巻、春秋社 1984年-1988年。編者代表
- 『ミリンダ王の問い―インドとギリシアの対決』 早島鏡正共訳、平凡社：東洋文庫（全3巻）、初版1963年、ワイド版2003年

#### スマナサーラ
アルボムッレ・スマナサーラによる単巻翻訳書。
- 『沙門果経 - 仏道を歩む人は瞬時に幸福になる』 サンガ 2015年
- 『初期仏教経典解説シリーズIII - 大念処経』 サンガ 2016年
- 『怒りの無条件降伏: 中部経典『ノコギリのたとえ』を読む』 日本テーラワーダ仏教協会、2016年
- 『「日々是好日」経 - 悩みと縁のない生き方』 サンガ 2016年
- 『初期仏教経典解説シリーズII - 瞑想経典編』 サンガ 2013年
（1. 大四十経、2. 相応部-六処篇-受相応-有偈品（Sagāthā-vaggo）-疾病経（Gelañña-sutta）、3. スッタニパータ第1章11経-征勝経（Vijaya-sutta）、4. 増支部-五集57経-常習観察経（Abhiṇhapaccavekkhitabbaṭhāna-sutta）、5. 削減経）
- 『感覚について: ヴィパッサナー実践の道しるべ』 日本テーラワーダ仏教協会、2015年
（相応部-六処篇-受相応-独坐品（Rahogata-vaggo）-独坐経（Rahogata-sutta））
- 『パーリ語日常読誦経典』 サンガ/日本テーラワーダ仏教協会 2005年
（パリッタ（Paritta） : 1. 礼拝（Buddha Vandanā）、2. 三帰依（Tisarana）、3. 五戒文（Pañca Sīla）、4. 懺悔誓願の文（Adhitthāna）、5. 仏陀の九徳（Buddha Guna）、6. 法の六徳（Dhamma Vandanā）、7. 僧伽の九徳（Samgha Vandanā）、8. 三宝に対する懺悔（Ratanattaya Khamāpanā）、9. 諸仏の教え（Buddhānusāsanā）、10. 因縁の教え（Paticca Samuppādo）、11. 歓喜の言葉（Pathama Udāna）、12. 宝経（Ratana Sutta）、13. 慈経（Mettā Sutta）、14. 勝利の経（Vijaya Sutta）、15. 偉大なる人の思考（Mahā Purisa Vitakka）、16. 28人の過去仏を念じる護経（Atta Vīsati Buddha Paritta）、17. 祝福の偈（Āsimsanā）、18. 慈悲の瞑想（Mettā Bhāvanā）、19. 回向の文（Anumodanā））
- 『慈経―ブッダの「慈しみ」は愛を越える』 日本テーラワーダ仏教協会 2003年
（慈経（Mettā-sutta）: 小誦経第9章あるいはスッタニパータ第1章第8経）
- 『原訳「法句経（ダンマパダ）」一日一話』 佼成出版社 2003年
  - 『原訳「法句経」（ダンマパダ）一日一悟』 佼成出版社 2005年
- 『原訳「スッタ・ニパータ」蛇の章 』 佼成出版社 2009年
- 『スッタニパータ 第五章「彼岸道品」』 全4巻 サンガ 2018年-

#### その他
- 『パーティモッカ 二二七戒経』 落合隆、中山書房仏書林 2011年
- 『仏教かく始まりき―パーリ仏典『大品』を読む』[2] 宮元啓一、春秋社 2005年
- 『世界の名著1 バラモン教典　原始仏典』 中央公論社 1969年。責任編集長尾雅人
- 『パーリ仏典にブッダの禅定を学ぶ―『大念処経』を読む』 片山一良、大法輪閣 2012年
- 『[全訳] 念処経 ブッダの瞑想法』 宮元啓一、花伝社 2022年
- 『スッタニパータ－釈尊のことば 全現代語訳』 荒牧典俊・本庄良文・榎本文雄、講談社学術文庫 2015年
- 『ブッダの言葉 - 最古の原始仏典「アッタカヴァッガ」[3]を読む』 佐々木奘堂、本心庵 2016年
- 『天宮事経』藤本晃、サンガ 2017年
- 『死者たちの物語―『餓鬼事経』和訳と解説』 藤本晃、国書刊行会 2007年
  - 『初期仏教経典 現代語訳と解説―餓鬼事経―死者たちの物語』 サンガ 2016年
- 『新訳 ミリンダ王の問い : ギリシア人国王とインド人仏教僧との対論』 宮元啓一、花伝社 2022年
- 『アビダンマッタサンガハ』 水野弘元監修、ウ・ウェーラップ・戸田忠訳、中山書房仏書林 復刻版 2013年
- 『『アビダンマッタサンガハ』を読む』 藤本晃訳、サンガ社 2013年

## 大乗仏典（サンスクリット・漢訳・チベット訳）系

### 一切経・大蔵経
- 『国訳一切経』 大東出版社 1930年、新版1969年
- 『国訳大蔵経』 国民文庫刊行会, 1910年 / 復刻 第一書房, 1930年, 1974年
- 『昭和新纂国訳大蔵経』 東方書院, 1930年 / 復刻 大法輪閣, 2009年
- 『新国訳大蔵経』 大蔵出版 1993年 - 刊行中

### 叢書
- 『大乗仏典』 全15巻、中央公論社/中公文庫 1974年, 2001年-2005年
  - 1. 般若部経典 --- 「金剛般若経」「善勇猛般若経」
  - 2. 「八千頌般若経」
  - 3. 「八千頌般若経」
  - 4. 「法華経」
  - 5. 「法華経」
  - 6. 「浄土三部経」
  - 7. 「維摩経」「首楞厳三昧経」
  - 8. 「十地経」
  - 9. 宝積部経典 --- 「迦葉品」「護国尊者所問経」「郁伽長者所問経」
  - 10. 「三昧王経」
  - 11. 「三昧王経」
  - 12. 如来蔵系経典
  - 13. 「ブッダチャリタ」
  - 14. 龍樹論集
  - 15. 世親論集
- 『現代語訳 大乗仏典』 全7巻、中村元、東京書籍 2003年-2004年
  - 1. 般若経典 --- 「金剛般若経」
  - 2. 「法華経」（部分訳）
  - 3. 「維摩経」「勝鬘経」
  - 4. 「浄土三部経」
  - 5. 「華厳経」「楞伽経」（部分訳）
  - 6. 密教経典・他 --- 「金光明経」「理趣経」「大日経」
  - 7. 論書・他 --- 「中論」「唯識三十頌」「菩提行経」
- 『現代語訳「阿含経典」』（長阿含経） 全6巻、平河出版社 1995年-2005年

### 単巻

#### 中村元
- 『大乗仏典』 筑摩書房 1974年
  - 「維摩経」
  - 「法華経」
  - 「勝鬘経」
  - 「華厳経」
  - 「阿弥陀経」
  - 「大無量寿経」
  - 「般若波羅蜜多心経」
  - 「八千頌よりなる般若波羅蜜経」
  - 「中論の頌」
  - 「大乗起信論」
  - 「理趣経」
  - 「ダラニ集」
- 『般若心経・金剛般若経』 岩波文庫 1960年
- 『浄土三部経』（上下） 岩波文庫 1990年
- 『龍樹』（中論等） 講談社学術文庫 2002年

#### その他
初期・中期大乗仏教経典
- 『現代語訳 般若心経』 玄侑宗久、筑摩書房（ちくま新書） 2006年
- 『梵漢和対照・現代語訳』 植木雅俊、岩波書店
  - 「維摩経」 2011年
  - 「法華経」（上下） 2008年
    - 『サンスクリット原典現代語訳 法華経』（上下） 2015年
    - 『サンスクリット版縮訳 法華経 現代語訳』 KADOKAWA/角川ソフィア文庫 2018年
- 『法華経』（上中下） 坂本幸男、岩波文庫 1976年
- 『図説 法華経大全 -「妙法蓮華経全二十八品」現代語訳総解説』 大角修、学習研究社 2001年
  - 『全品現代語訳 法華経』KADOKAWA/角川ソフィア文庫 2018年
- 『現代日本語訳 法華経』 正木晃、春秋社 2015年
- 『浄土三部経』 本願寺出版社 2013年
- 『全文現代語訳 浄土三部経』 大角修、KADOKAWA/角川ソフィア文庫 2018年
- 『善財童子の旅 : 現代語訳 華厳経「入法界品」』(抄訳) 大角修、春秋社 2014年

論書
- 『龍樹『根本中頌』を読む』 桂紹隆・五島清隆、春秋社 2016年
- 『新編国訳 成唯識論』 (唯識三十頌) 橘川智昭、中山書房仏書林 2014年
- 『中論註釈書の研究―チャンドラキールティ『プラサンナパダー』和訳』 奥住毅、大蔵出版 2005年
- 『全訳 チャンドラキールティ 入中論』 瓜生津隆真・中沢中、起心書房 2012年
- 『全訳 チャンドラキールティ 中観五蘊論』 横山剛、起心書房 2021年
- 『全訳 シャーンティデーヴァ 学処集成』 佐々木一憲、起心書房 2023年
- 『全訳 アティシャ 菩提道灯論』 望月海慧、起心書房 2015年

密教経典
- 『密教経典 大日経・理趣経・大日経疏・理趣釈』 宮坂宥勝、講談社学術文庫　2011年
- 『全品現代語訳 大日経・金剛頂経』 大角修、KADOKAWA/角川ソフィア文庫 2019年
- 『現代語訳 理趣経』 正木晃、KADOKAWA/角川ソフィア文庫 2019年
- 『梵文和訳 金剛頂経』 津田真一、春秋社 2016年
- 『全訳 金剛頂大秘密瑜伽タントラ』（『金剛頂経』第二会・第三会） 北村太道、起心書房 2012年
- 『全訳 降三世大儀軌王/同ムディタコーシャ註釈』（『金剛頂経』第四会） 北村太道、起心書房 2014年
- 『秘密集会タントラ和訳』 松長有慶、法蔵館 2000年

## 混合型
- 『仏教聖典』 仏教伝道協会